# Funktionell analfabetism
Funktionell analfabetism är en term som används för att beskriva läs- och skrivförmågor som otillräckliga "för att klara av vardagen och anställningsuppgifter som kräver läskunskaper som överstiger en grundläggande nivå." En som lider av detta problem kallas för funktionell analfabet. 
Uttrycket är en motsats till funktionell litteracitet, läskunnighet, även kallat funktionell alfabetism, som är förmågan att kunna läsa och skriva tillräckligt bra för att klara av och kunna leva i samhället. Funktionell analfabetism brukar i Sverige till läskunnighetens motsats definieras som att kunna läsa och skriva lika bra som en mellanstadieelev.
I industriländer är en individs nivå för funktionell analfabetism proportionell med vederbörandes inkomstnivå och risk för att begå brott. Enligt National Center for Educational Statistics i USA kan exempelvis 60% av de vuxna i USA:s fängelser läsa lika bra som eller sämre än fjärdeklassare och 85% av alla minderåriga interner är funktionella analfabeter. 43 procent av de vuxna på den lägsta nivån av läskunnighet levde under fattigdomsgränsen, jämfört med 4 procent av de som hade de högsta nivåerna av läskunnighet.
Sociologisk forskning har visat att länder med lägre nivåer av funktionell analfabetism bland den vuxna populationen tenderar att vara de med de högsta nivåerna av vetenskaplig läskunnighet bland de lägre samhällsklasser av ungdomar som närmar sig slutet av sina akademiska studier. Detta tyder på att en bidragande faktor till ett samhälles nivå av medborgerlig läskunnighet är skolors kapacitet att försäkra att studenter uppnår den funktionella läskunnighet som behövs för att förstå grundläggande texter och dokument som associeras med kompetenta medborgarskap.